# Tour of Guangxi 2023
4. ročník etapového cyklistického závodu Tour of Guangxi (oficiálně GREE–Tour of Guangxi) se konal mezi 12. a 17. říjnem 2023 v čínské autonomní oblasti Kuang-si. Celkovým vítězem se stal Nizozemec Milan Vader z týmu Team Jumbo–Visma. Na druhém a třetím místě se umístili Francouz Rémy Rochas (Cofidis) a Brit Ethan Hayter (Ineos Grenadiers). Závod byl součástí UCI World Tour 2023 na úrovni 2.UWT a byl třicátým pátým, tudíž závěrečným závodem tohoto seriálu.
Závod se vrátil na mezinárodní kalendář po tříleté odmlce způsobené pandemií covidu-19.

## Týmy
Závodu se zúčastnilo 14 z 18 UCI WorldTeamů, 3 UCI ProTeamy a čínský národní tým. Týmy Israel–Premier Tech, Lotto–Dstny a Team TotalEnergies dostaly automatické pozvánky jako 3 nejlepší UCI ProTeamy sezóny 2022, první dva jmenované týmy svou pozvánku přijaly. Další 1 UCI ProTeam (Tudor Pro Cycling Team) a čínský národní tým pak byly vybrány organizátory závodu. Všechny týmy přijely se sedmi jezdci kromě týmů Israel–Premier Tech a Tudor Pro Cycling Team s šesti jezdci a čínského národního týmu, Lidl–Trek a Team Jumbo–Visma s pěti jezdci. Ještě před startem závodu byli ze startovní listiny týmem Intermarché–Circus–Wanty odstraněni 2 jezdci, Madis Mihkels a Gerben Thijssen, poté, co Thijssen na sociální síti Instagram zveřejnil fotku Mihkelse, jak paroduje šikmé oči. Další 2 jezdci neodstartovali úvodní etapu, celkem se tak na start postavilo 114 závodníků. Do cíle v Kuej-linu dojelo 109 z nich.
UCI WorldTeamy
- Alpecin–Deceuninck
- Arkéa–Samsic
- Bora–Hansgrohe
- Cofidis
- EF Education–EasyPost
- Ineos Grenadiers
- Intermarché–Circus–Wanty
- Lidl–Trek
- Movistar Team
- Team Bahrain Victorious
- Team dsm–firmenich
- Team Jayco–AlUla
- Team Jumbo–Visma
- UAE Team Emirates

UCI ProTeamy
- Israel–Premier Tech
- Lotto–Dstny
- Tudor Pro Cycling Team

Národní týmy
- Čína

## Trasa a etapy
| Etapa         | Datum         | Trasa                              | Vzdálenost | Typ      | Typ                 | Vítěz                       |
| ------------- | ------------- | ---------------------------------- | ---------- | -------- | ------------------- | --------------------------- |
| 1             | 12. října     | Pej-chaj – Pej-chaj                | 135,6 km   |          | Rovinatá etapa      | Elia Viviani (ITA)          |
| 2             | 13. října     | Pej-chaj – Čchin-čou               | 149,6 km   |          | Rovinatá etapa      | Jonathan Milan (ITA)        |
| 3             | 14. října     | Nan-ning – Nan-ning                | 134,3 km   |          | Zvlněná etapa       | Olav Kooij (NED)            |
| 4             | 15. října     | Nan-ning – Vyhlídka Ma-šan Nung-la | 161,4 km   |          | Středně těžká etapa | Milan Vader (NED)           |
| 5             | 16. října     | Liou-čou – Kuej-lin                | 209,6 km   |          | Zvlněná etapa       | Juan Sebastián Molano (COL) |
| 6             | 17. října     | Kuej-lin – Kuej-lin                | 168,3 km   |          | Zvlněná etapa       | Olav Kooij (NED)            |
| Celková délka | Celková délka | Celková délka                      | 958,8 km   | 958,8 km | 958,8 km            | 958,8 km                    |

## Průběžné pořadí
| Etapa          | Vítěz                 | Celkové pořadí | Bodovací soutěž | Vrchařská soutěž | Soutěž mladých jezdců | Soutěž týmů        |
| -------------- | --------------------- | -------------- | --------------- | ---------------- | --------------------- | ------------------ |
| 1              | Elia Viviani          | Elia Viviani   | Elia Viviani    | Frederik Wandahl | Jonathan Milan        | Alpecin–Deceuninck |
| 2              | Jonathan Milan        | Jonathan Milan | Jonathan Milan  | Frederik Wandahl | Jonathan Milan        | Ineos Grenadiers   |
| 3              | Olav Kooij            | Dries De Bondt | Dries De Bondt  | Frederik Wandahl | Jonathan Milan        | Ineos Grenadiers   |
| 4              | Milan Vader           | Milan Vader    | Dries De Bondt  | Frederik Wandahl | Louis Barré           | Cofidis            |
| 5              | Juan Sebastián Molano | Milan Vader    | Dries De Bondt  | Frederik Wandahl | Louis Barré           | Cofidis            |
| 6              | Olav Kooij            | Milan Vader    | Dries De Bondt  | Frederik Wandahl | Ethan Hayter          | Cofidis            |
| Konečné pořadí | Konečné pořadí        | Milan Vader    | Dries De Bondt  | Frederik Wandahl | Ethan Hayter          | Cofidis            |

- Ve 2. etapě nosil Dries De Bondt, jenž byl druhý v bodovací soutěži, modrý dres, protože lídr této klasifikace Elia Viviani nosil červený dres pro lídra celkového pořadí.
- Ve 3. etapě nosil Dries De Bondt, jenž byl druhý v bodovací soutěži, modrý dres, protože lídr této klasifikace Jonathan Milan nosil červený dres pro lídra celkového pořadí.
- Ve 3. etapě nosil Jens Reynders, jenž byl druhý v soutěži mladých jezdců, bílý dres, protože lídr této klasifikace Jonathan Milan nosil červený dres pro lídra celkového pořadí.
- Ve 4. etapě nosil Olav Kooij, jenž byl třetí v bodovací soutěži, modrý dres, protože lídr této klasifikace Dries De Bondt nosil červený dres pro lídra celkového pořadí a druhý závodník této klasifikace Jonathan Milan nosil bílý dres pro lídra soutěže mladých jezdců.

## Konečné pořadí
| Legenda | Legenda                         | Legenda | Legenda                               |
| ------- | ------------------------------- | ------- | ------------------------------------- |
|         | Označuje lídra celkového pořadí |         | Označuje lídra vrchařské soutěže      |
|         | Označuje lídra bodovací soutěže |         | Označuje lídra soutěže mladých jezdců |

### Celkové pořadí
| Pořadí | Jezdec                    | Tým                   | Čas         |
| ------ | ------------------------- | --------------------- | ----------- |
| 1      | Milan Vader (NED)         | Team Jumbo–Visma      | 21h 17' 17" |
| 2      | Rémy Rochas (FRA)         | Cofidis               | + 6"        |
| 3      | Ethan Hayter (GBR)        | Ineos Grenadiers      | + 11"       |
| 4      | Hugh Carthy (GBR)         | EF Education–EasyPost | + 14"       |
| 5      | Tim Wellens (BEL)         | UAE Team Emirates     | + 16"       |
| 6      | Louis Barré (FRA)         | Arkéa–Samsic          | + 17"       |
| 7      | Matteo Jorgenson (USA)    | Movistar Team         | + 18"       |
| 8      | Jesús David Peña (COL)    | Team Jayco–AlUla      | + 18"       |
| 9      | Felix Großschartner (AUT) | UAE Team Emirates     | + 18"       |
| 10     | Sylvain Moniquet (BEL)    | Lotto–Dstny           | + 18"       |

### Bodovací soutěž
| Pořadí | Jezdec                      | Tým                      | Body |
| ------ | --------------------------- | ------------------------ | ---- |
| 1      | Dries De Bondt (BEL)        | Alpecin–Deceuninck       | 58   |
| 2      | Olav Kooij (NED)            | Team Jumbo–Visma         | 50   |
| 3      | Jonathan Milan (ITA)        | Team Bahrain Victorious  | 34   |
| 4      | Jens Reynders (BEL)         | Israel–Premier Tech      | 30   |
| 5      | Juan Sebastián Molano (COL) | UAE Team Emirates        | 29   |
| 6      | Arvid de Kleijn (NED)       | Tudor Pro Cycling Team   | 26   |
| 7      | Elia Viviani (ITA)          | Ineos Grenadiers         | 23   |
| 8      | Jensen Plowright (AUS)      | Intermarché–Circus–Wanty | 20   |
| 9      | Ethan Hayter (GBR)          | Ineos Grenadiers         | 18   |
| 10     | Max Kanter (GER)            | Movistar Team            | 16   |

### Vrchařská soutěž
| Pořadí | Jezdec                    | Tým                 | Body |
| ------ | ------------------------- | ------------------- | ---- |
| 1      | Frederik Wandahl (DEN)    | Bora–Hansgrohe      | 73   |
| 2      | Dries De Bondt (BEL)      | Alpecin–Deceuninck  | 29   |
| 3      | Ryan Mullen (IRL)         | Bora–Hansgrohe      | 21   |
| 4      | Juri Hollmann (GER)       | Movistar Team       | 20   |
| 5      | Tim Wellens (BEL)         | UAE Team Emirates   | 15   |
| 6      | Johan Jacobs (SUI)        | Movistar Team       | 15   |
| 7      | Felix Großschartner (AUT) | UAE Team Emirates   | 12   |
| 8      | Óscar Rodríguez (ESP)     | Movistar Team       | 10   |
| 9      | Jens Reynders (BEL)       | Israel–Premier Tech | 9    |
| 10     | Matteo Jorgenson (USA)    | Movistar Team       | 6    |

### Soutěž mladých jezdců
| Pořadí | Jezdec                  | Tým                | Body        |
| ------ | ----------------------- | ------------------ | ----------- |
| 1      | Ethan Hayter (GBR)      | Ineos Grenadiers   | 21h 17' 28" |
| 2      | Louis Barré (FRA)       | Arkéa–Samsic       | + 6"        |
| 3      | Matteo Jorgenson (USA)  | Movistar Team      | + 7"        |
| 4      | Jesús David Peña (COL)  | Team Jayco–AlUla   | + 7"        |
| 5      | Sylvain Moniquet (BEL)  | Lotto–Dstny        | + 7"        |
| 6      | Oscar Onley (GBR)       | Team dsm–firmenich | + 10"       |
| 7      | Axel Mariault (FRA)     | Cofidis            | + 15"       |
| 8      | Giovanni Aleotti (ITA)  | Bora–Hansgrohe     | + 18"       |
| 9      | Leo Hayter (GBR)        | Ineos Grenadiers   | + 18"       |
| 10     | Filippo Baroncini (ITA) | Lidl–Trek          | + 26"       |

### Soutěž týmů
| Pořadí | Tým                   | Čas         |
| ------ | --------------------- | ----------- |
| 1      | Cofidis               | 63h 52' 55" |
| 2      | Ineos Grenadiers      | + 16"       |
| 3      | EF Education–EasyPost | + 33"       |
| 4      | UAE Team Emirates     | + 1' 22"    |
| 5      | Arkéa–Samsic          | + 1' 50"    |
| 6      | Movistar Team         | + 1' 52"    |
| 7      | Bora–Hansgrohe        | + 2' 46"    |
| 8      | Team Jayco–AlUla      | + 2' 55"    |
| 9      | Israel–Premier Tech   | + 2' 57"    |
| 10     | Lotto–Dstny           | + 4' 26"    |